# Omeisaurus
Omeisaurus — рід завроподів з середньої юри (бат—келовей) на території сучасного Китаю. Його назва походить від гори Емейшань, де вперше було виявлено скелет динозавра.
Як і більшість завроподів, омейзавр був травоїдним і особливо великим. Найбільший вид, O. tianfuensis, сягав 18—20,2 метра завдовжки й важив 8,5—9,8 тонни. Інші види були набагато меншими, наприклад, типовий вид O. junghsiensis досягав 14 метрів у довжину і 4 тонн маси тіла, а O. maoianus — 15 метрів і 5 тонн.

## Історія вивчення

### Перше відкриття та видO. changshouensis
Початкове відкриття омейзавра відбулося в 1936 році, коли Чарльз Льюїс Кемп і Ян Чжунцзянь зібрали частковий скелет з пластів формації Shaximiao в провінції Сичуань, Китай. Матеріал був доставлений і підготовлений в нинішньому Інституті палеонтології хребетних і палеоантропології в Пекіні. Ян Чжунцзянь описав зразок — частковий посткраніальний скелет (чотири шийних хребці) — у 1939 році та дав йому назву Omeisaurus, на честь священної гори Емейшань, розташованої неподалік від місця знахідки, а назва виду junghsiensis — на честь місцевості. Скелет Omeisaurus junghsiensis був втрачений у часи Другої світової війни.
У 1955 році Xuanmin Li з колегами зібрали кілька зразків завроподів з тих самих шарів, що й O. junghsiensis у Чаншоу під час будівництва водосховища — одинадцять хребців та кілька елементів додаткового скелета (зразок IVPP V930). В 1958 році Ян Чжунцзянь описав його як новий вид, O. changshouensis.